# Dudu Caribé
Dudu Caribé, nome artístico de Eduardo del Águila Caribé (Rio de Janeiro, 11 de dezembro de 1970 — Rio de Janeiro, 9 de janeiro de 2010) foi um guitarrista brasileiro, violinista, baixista e compositor de jazz.